# Homophyllum blechniforme
Homophyllum blechniforme là một loài dương xỉ trong họ Blechnaceae. Loài này được Merino mô tả khoa học đầu tiên năm 1898.
Danh pháp khoa học của loài này chưa được làm sáng tỏ. 